# Manisaspor
Manisaspor je turecký fotbalový klub z města Manisa, který byl založen v roce 1931 jako Sakaryaspor. Svá domácí utkání hraje na stadionu Manisa 19 Mayıs Stadyumu s kapacitou 16 597 diváků. Klubové barvy jsou červená, bílá a černá.
V sezóně 2012/13 se umístil na 4. místě turecké druhé ligy PTT 1. Lig.

## Čeští hráči v klubu
Seznam českých hráčů, kteří působili v klubu Manisaspor:
- Josef Dvorník (2007/08)[4]
- Petr Johana (2005–2007)[5]
- Michal Meduna (2005–2007)[6]
- Lukáš Zelenka (2006–2007)[7]